# Gianni Nazzaro
Gianni Nazzaro (Giovanni Nazzaro), né le 27 octobre 1948 à Naples et mort à Rome le 27 juillet 2021, est un chanteur et acteur italien.

## Biographie
Gianni Nazzaro, de son vrai nom Giovanni Nazzaro est né  à Naples le 27 octobre 1948. Il commence sa carrière en 1965, sous le pseudo de Buddy, en publiant des reprises d'autres artistes dont Adriano Celentano et Bobby Solo. En 1968, il participe sous son nom à Un disco per l'estate avec la chanson Solo noi puis 1972 Quanto è bella lei et en 1974 Questo si che è amore . En 1970, il remporte le Festival de Naples avec la chanson Me chiamme ammore.
En 1971, il sort Far l'amore con te, son premier album. Il se présente cinq fois au Festival de Sanremo, atteignant la finale en 1971 avec Bianchi cristalli sereni et en 1974 avec A modo mio.
En 1975, en France la chanson Romanella est vendue à plus de 200 000 exemplaires, puis sort L'année suivante Une fille de France.
Grâce à son physique, Nazzaro se fait une place au cinéma, mais c'est le théâtre et plus particulièrement la comédie musicale qui le lancent dans une carrière d'acteur du petit écran et du cinéma, avec Ma che musica maestro (it) et Venga a fare il soldato da noi (it).
Gianni Nazzaro meurt à l'hôpital Gemelli de Rome d'un cancer du poumon le 27 juillet 2021 à l'âge de 72 ans .

## Discographie

### 33 Tours
- Gianni Nazzaro (Compagnia Generale del Disco, FGL 5088, 1971)
- Gianni Nazzaro (Fans, GPX 7, 1972)
- C'è un momento del giorno (in cui penso a te) (Compagnia Generale del Disco, 65412, 1973)
- Questo sì che è amore (Compagnia Generale del Disco, 69080, 1974)
- C'era una volta il night (Compagnia Generale del Disco, 69157, 1975)
- Le due facce di Gianni Nazzaro (Compagnia Generale del Disco, 81990, 1976)

### 45 Tours
- I tuoi occhi verdi / I ragazzi dello shake  (KappaO, ES 20060. Sous le nom de Buddy, 1965)
- Vita mia / Lei (KappaO, ES 20071. Buddy, 1966)
- Operazione sole / Se tu vuoi (KappaO, ES 20087, Buddy, 1966)
- Solo più che mai / C'era un ragazzo che come me amava i Beatles e i Rolling Stones  (KappaO, ES 20098, Buddy, 1966)
- Pietre / E allora dai (KappaO, ES 20103, Buddy, 1967)
- Senza luce / Estate senza te  (KappaO, ES 20129, Buddy, 1967)
- Ma perché ami il gatto / Un'ora sola ti vorrei (KappaO, ES 20140, Buddy, 1968)
- Il re d'Inghilterra / La tramontana  (KappaO, ES 20141, Buddy, 1968)
- La vita / Il posto mio (KappaO, ES 20150, Buddy, 1968)
- La vita / Casa bianca (KappaO, ES 20151, Buddy, 1968)
- Vengo anch'io.No, tu no / Affida una lacrima la vento (KappaO, ES 20161,Buddy, 1968)
- Bonnie e Clyde / Angeli negri (KappaO, ES 20162,Buddy, 1968)
- Sulo pe mme e pe tte / Triste autunno (KappaO, CA 10051, Buddy, 1968)
- Solo noi / Una donna come te (Fans, G22, 1968)
- In fondo ai sogni miei / Non lo dici mai (Fans, G25, 1968)
- Incontri d'estate / Me la portano via (Fans, G40, 1969)
- L'amore è una colomba / Castelli in aria  (Compagnia Generale del Disco, N 9767, 1970)
- Maria, Maria / Un solo desiderio (Compagnia Generale del Disco, N 9793, 1970)
- Me chiamme ammore / Torna a Surriento (Compagnia Generale del Disco, N 9804, 1970)
- In fondo all'anima / Pioverà (Compagnia Generale del Disco, N 9815, 1970)
- Bianchi cristalli sereni / Sei dolce come l'aria  (Compagnia Generale del Disco, 108, 1971)
- Far l'amore con te / Miracolo d'amore (Compagnia Generale del Disco, 128. 1971)
- Non voglio innamorarmi mai / Io penso all'amore (Compagnia Generale del Disco, 7845. 1972)
- Quanto è bella lei / Dopo l'amore (Compagnia Generale del Disco, 8016, 1972)
- La nostra canzone / Fuoco e pioggia (Compagnia Generale del Disco, 8376, 1972)
- Vino amaro / L'ultima notte d'amore (Compagnia Generale del Disco, 1106, 1972)
- Il primo sogno proibito / Ma che sera stasera (Compagnia Generale del Disco, 1434, 1973)
- Ultimo tango a Parigi / Ti penserò mi penserai (Compagnia Generale del Disco, 1435, 1973)
- A modo mio / Un'altra America (Compagnia Generale del Disco, 2228, 1974)
- Questo sì che è amore / L'amore di un momento (Compagnia Generale del Disco, 2340, 1974)
- Piccola mia piccola / Signora addio (Compagnia Generale del Disco, 2906, 1974)
- Manuela / Si chiamava Alessandra (Compagnia Generale del Disco, 3329, 1975)
- Me ne vado / Dance ballerina dance (Compagnia Generale del Disco, 4619, 1976)
- La notte va / Gwendaline (Compagnia Generale del Disco, 4981, 1976)
- Mi sta scoppiando il cuore / Seta trasparente (CBS, 5731, 1977)
- Uomo di strada / Il mio regalo  (F1 Team, p. 544, 1980)
- Sì / Allora stop (Dischi Ricordi, SRL 10943, 1981)
- Mi sono innamorato di mia moglie / Se non piove ci potremo amare  (CBS, 3091 A, 1983)
- Noi due soli / Se ti perdo (Ros Record, 73. avec Catalina Frank, 1985)

## Filmographie partielle
- 1971 : Ma che musica maestro! (it), de Mariano Laurenti
- 1971 : Venga a fare il soldato da noi (it), d'Ettore Maria Fizzarotti
- 1976 : La lycéenne se marie (Scandalo in famiglia) de Marcello Andrei
- 1990 : Donne d'onore, de Stuart Margolin
- 2009 : Impotenti esistenziali, de Giuseppe Cirillo